# Nowe Rokicie
Nowe Rokicie – dawna wieś, obecnie osiedle, obszar SIM dzielnicy Łódź Górna wydzielony według podziału Systemu Informacji Miejskiej w 2005 roku. Obszar ten jest północno-wschodnią częścią osiedla administracyjnego Rokicie.
| granica osiedla | sąsiadujące osiedla SIM           | ulice lub inne      |
| --------------- | --------------------------------- | ------------------- |
| północ          | Politechniczna (Łódź Polesie)     | Wróblewskiego       |
| wschód          | Górniak                           | Politechniki        |
| południe        | Kurak                             | Pabianicka          |
| zachód          | Rokicie, Nowe Sady (Łódź Polesie) | linia kolejowa D540 |

Mapa obszarów SIM dzielnicy Łódź Górna

Łódź Górna

Trzy największe ulice, które przebiegają przez ten obszar to aleja Jana Pawła II, aleja Politechniki (przy ulicy położony jest park, na miejscu którego niegdyś znajdował się cmentarz ewangelicki) i ulica Pabianicka, gdzie tuż za rondem Lotników Lwowskich znajduje się Park Sielanka. Przez Nowe Rokicie przepływa rzeka Jasień. Przy ulicy Przyszkole 42 znajduje się okazały gmach dawnej szkoły powszechnej z 1924 roku. Do dziś budynek jest siedzibą Szkoły Podstawowej nr 42 im. Stanisława Staszica.

## Historia
Dawniej samodzielna miejscowość. Od 1867 w gminie Bruss.
18 października 1906 oraz 18 sierpnia 1915 części wsi Rokicie Nowe włączono do Łodzi.
W okresie międzywojennym należało do powiatu łódzkiego w woj. łódzkim. 24 lutego 1923 Nowe Rokicie (37 morgów), Chachułę (539 morgów) i osadę Ruda Pabianicka wyłączono z gminy Brus, tworząc z nich nowe miasto Ruda Pabianicka.
15 marca 1937 z części wsi Rokicie Stare (graniczącej z gruntami miasta Łodzi do ulicy Obywatelskiej) utworzono nową gromadę o nazwie Rokicie Nowe, bez związku ze wsią Nowe Rokicie, włączoną już w 1923 roku do miasta Ruda Pabianicka.
Podczas II wojny światowej Rudę Pabianicką włączono do III Rzeszy. Po wojnie miasto powróciło na krótko do powiatu łódzkiego w woj. łódzkim, lecz już 13 lutego 1946 włączono ją (wraz z Nowym Rokiciem) do Łodzi.